# Cap de Nouvelle-France
Le cap de Nouvelle-France (en inuktitut : Nuvujjuaq) est un cap du détroit d'Hudson. Il s'agit du deuxième point le plus septentrional du Québec, derrière le cap Wolstenholme.

## Toponymie
Le cap est d’abord désigné « cap Weggs » par les Britanniques. Le 15 février 1961, le ministère des Terres et Forêts du Québec adopte de nouveaux toponymes au Nouveau-Québec. Parmi eux se trouve la nouvelle appellation du cap de Nouvelle-France. Le nom sera officialisé le 5 décembre 1968 par la Commission de toponymie du Québec.

## Géographie
La topographie du cap se présente sous la forme d’une falaise s’élevant jusqu’à près de 215 mètres.